# Лівада-де-Біхор
Лівада-де-Біхор (рум. Livada de Bihor) — село у повіті Біхор в Румунії. Входить до складу комуни Ножорід.
Село розташоване на відстані 438 км на північний захід від Бухареста, 10 км на південний захід від Ораді, 138 км на захід від Клуж-Напоки, 145 км на північ від Тімішоари.

## Населення
За даними перепису населення 2002 року у селі проживали 1200 осіб.
Національний склад населення села:
| Національність | Кількість осіб | Відсоток |
| -------------- | -------------- | -------- |
| румуни         | 1110           | 92,5%    |
| угорці         | 59             | 4,9%     |
| цигани         | 31             | 2,6%     |

Рідною мовою назвали:
| Мова      | Кількість осіб | Відсоток |
| --------- | -------------- | -------- |
| румунська | 1110           | 92,5%    |
| угорська  | 59             | 4,9%     |
| циганська | 31             | 2,6%     |